# Groseau
Il Groseau è una sorgente valchiusana carsica, sita presso il paese di Malaucène (Provenza, Contado Venassino), ma è anche il nome del corso d'acqua che ne sgorga. Comunemente, però, con il nome Groseau si indica quasi sempre la sorgente.
Per importanza il Groseau è la seconda  polla carsica dopo la celebre Fonte di Valchiusa. Il fiume Groseau confluisce poi nell'Ouvèze, dopo aver attraversato i comuni di Entrechaux e di Crestet ed aver percorso 9,5 km..

## Etimologia
Il nome Groseau deriva dal dio celtico Grasèlos e dalle ninfe Graselidi.. È lo stesso etimo della città di Gréoux-les-Bains.

## Geografia
La sorgente si trova nelle vicinanze di Malaucène, sulla strada del Mont Ventoux, proprio dove inizia la famosa salita con una prima impennata del 18%.
L'acqua fuoriesce dal piede di una parete rocciosa alta più di 100 metri. Questo dirupo fa parte di una frattura assai maggiore, orientata a N-E/S-O, che delimita il massiccio del Ventoux, giunto ormai ai suoi ultimi contrafforti..

## Geologia
Il calcare della roccia del Groseau presenta una moltitudine di fratture minori che gli conferiscono un aspetto assai tormentato. A monte della sorgente, sulla medesima roccia, si trova una curiosità geologica soprannominata "Porte Saint-Jean".

## Idrografia
Il fiume Groseau raccoglie un reticolo di ruscelli e impluvi, appartenenti al bacino dell'Ouvèze, che va dal rio d'Aygue Marce sino al Lauzon de Puymaras. In esso confluiscono inoltre i seguenti torrenti: Sublon, Rieufroid, Paban, nonché il rio d'impluvio del burrone de La Folie.
Il regime idrico della sorgente del Groseau è di tipo perenne, con un gettito medio che oscilla fra i 50 e i 170 litri al secondo. Il suo bacino di alimentazione si estende per circa 25 km² e corrisponde ad una sinclinale terziaria formata da rocce tenere (marne azzurre, arenarie, sabbie mioceniche), incuneata fra il versante Nord del Ventoux ed il massiccio dei Dentelles de Montmirail.
Alcuni versanti, con pendenza maggiore del 20%, determinano la distribuzione dei torrenti periglaciali affluenti, tutti di origine quaternaria.
Il Groseau ed il suo affluente Rieufroid, che drenano un vasto bacino a monte, si inseriscono poi in alvei profondi dalle sponde alte sino a due/tre metri. Dopo la loro confluenza, che avviene due chilometri a monte dell'Ouvèze, il Groseau riceve le acque del Sublon, un torrente a forte pendenza. L'ultimo chilometro del fiume, prima di gettarsi nell'Ouvèze, è stato rettificato e canalizzato da tempo per necessità d'irrigazione..

## Storia

### Periodo antico
Venerata sin dall'antichità come fonte sacra al dio Groselos, la sorgente alimentò in seguito la città gallo-romana di Vesium o Vasium (oggi Vaison-la-Romaine) per mezzo di un acquedotto..

### Medio evo
Papa Clemente V (il primo papa "avignonese" della storia) nei mesi caldi del 1313, aveva eletto a sua residenza estiva la vicina abbazia di Notre-Dame du Groseau per il clima fresco dovuto alla prossimità della sorgente, ma poté soggiornarvi una sola volta. Morì infatti il 20 aprile dell'anno seguente.  Egli soleva chiamare questo luogo di ritiro spirituale "il giardino delle mie delizie".
Il 26 aprile (9 maggio per il calendario attuale) del 1336 Francesco Petrarca e suo fratello Gerardo compirono la prima ascensione al Ventoux partendo dall'abitato di Malaucène ed iniziando la salita proprio presso la sorgente del Groseau.. Una targa posta presso la sorgente ricorda l'avvenimento.

### Rinascimento
Nel corso del XV secolo l'acqua del Groseau rese possibile l'installazione di mulini a follone, per la farina e per l'olio, e di manifatture della seta e dei martinetti di rame. Dal XVI secolo il fiume, canalizzato, facilitò l'impianto di nuovi opifici fra cui, nel 1557, una cartiera.

### Periodo moderno
La rivoluzione industriale del XIX secolo trasformò Malaucène in un'autentica cittadina industriale, con una dozzina di fabbriche, fra cui tre filande per la seta, che utilizzavano la forza idraulica del Groseau. A partire dal 1890, sempre grazie all'acqua, sorse una centralina elettrica che rifornì di corrente l'intero Comune.

### Periodo contemporaneo
Nella seconda metà del 1900 la città di Malaucène dovette affrontare una difficile riconversione. Tutti gli opifici furono dismessi, esclusa la cartiera. La distribuzione dell'acqua nelle case fu completata nel 1955.

## Galleria d'immagini

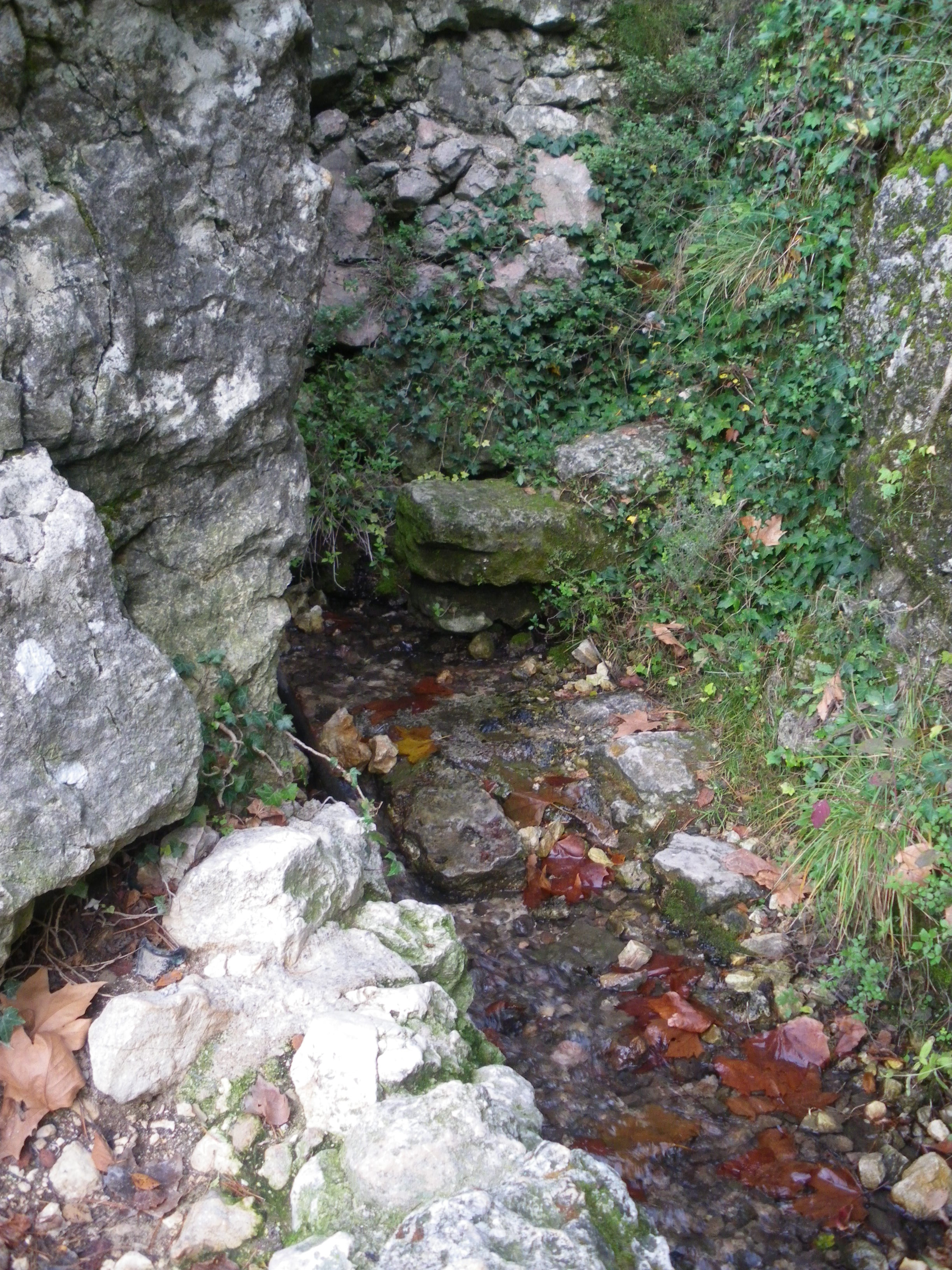
L'acqua esce dalla roccia
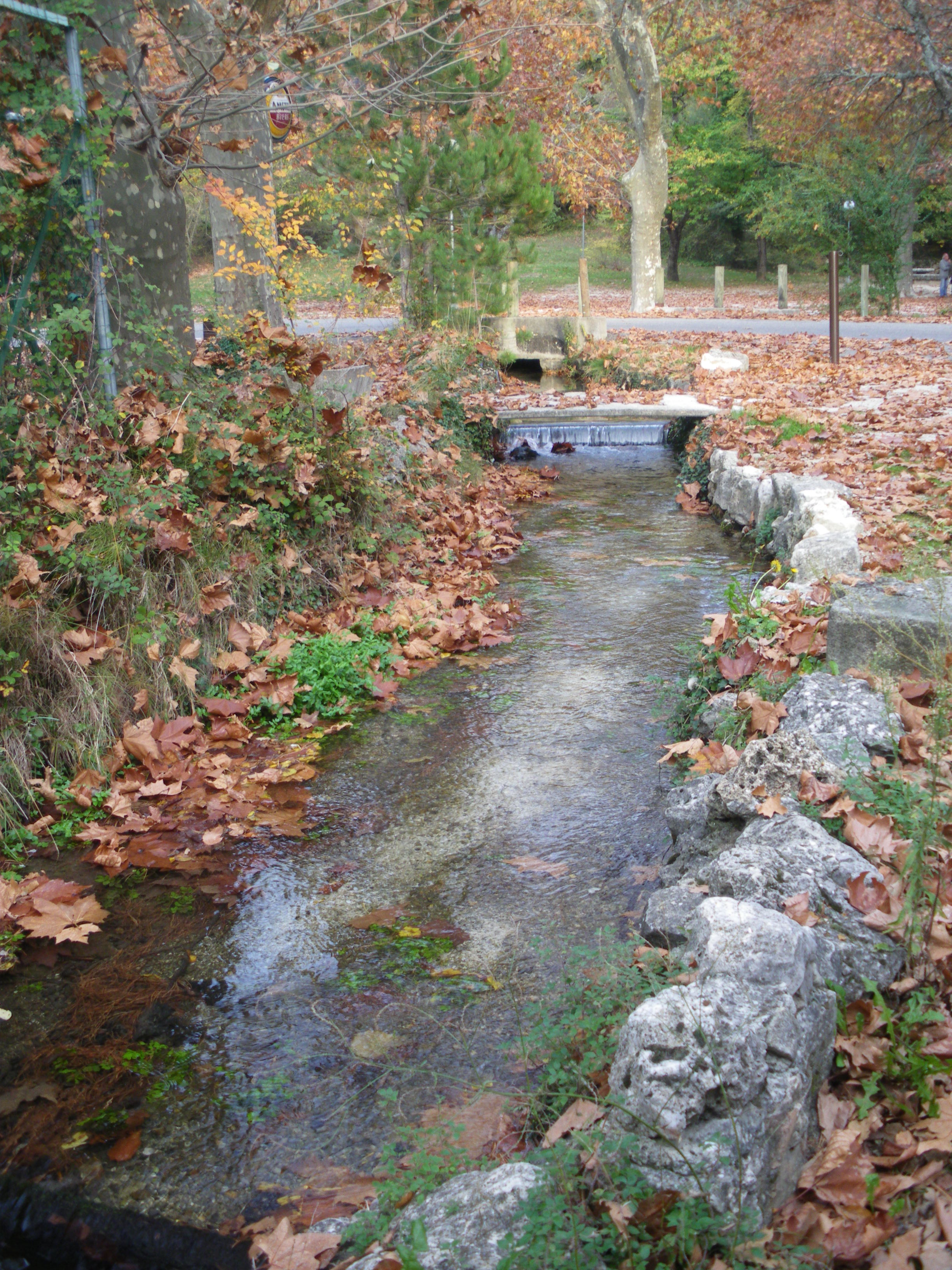
Incanalamento dell'acqua
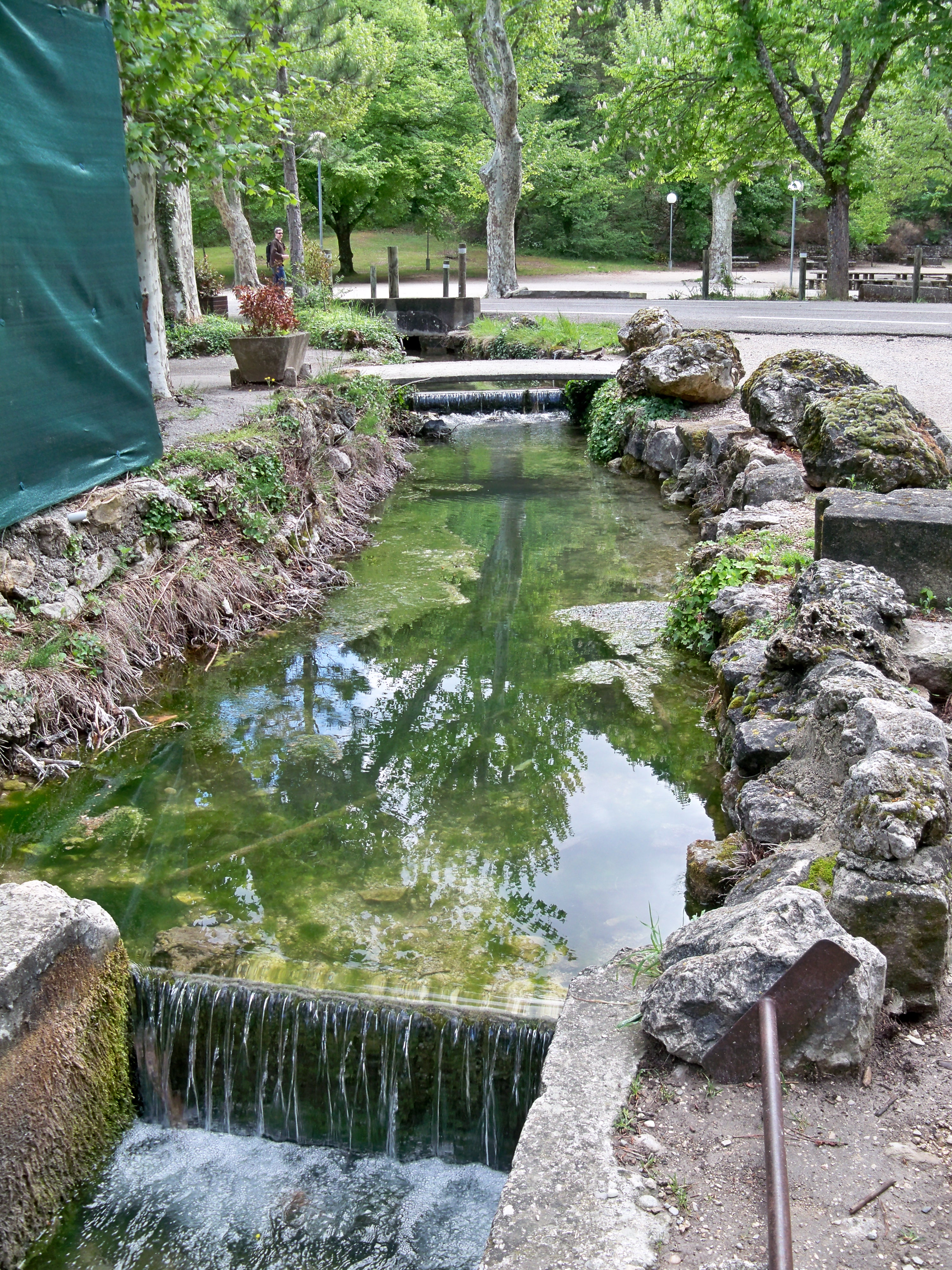
L'inizio del fiume
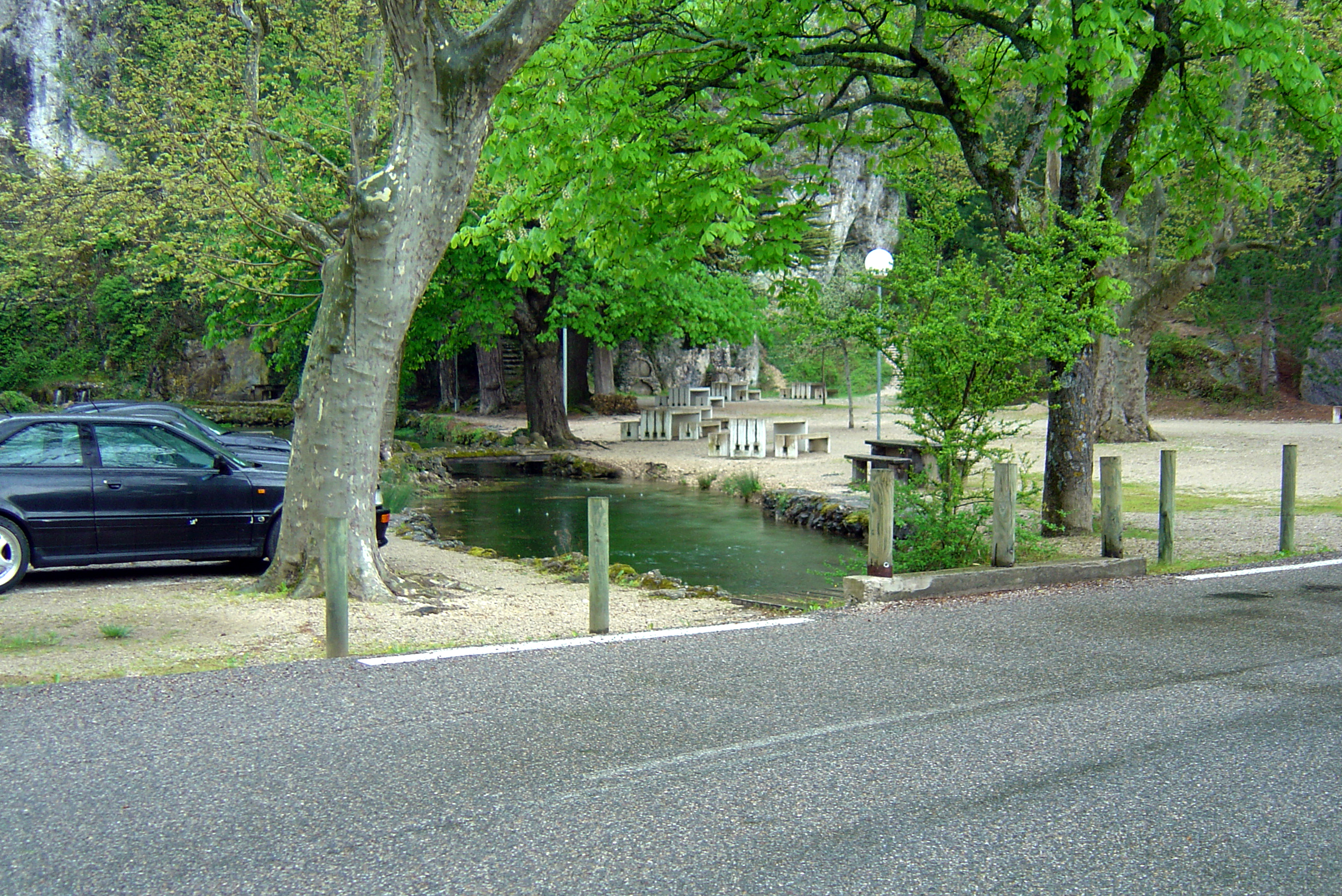
Il parco pubblico del Groseau
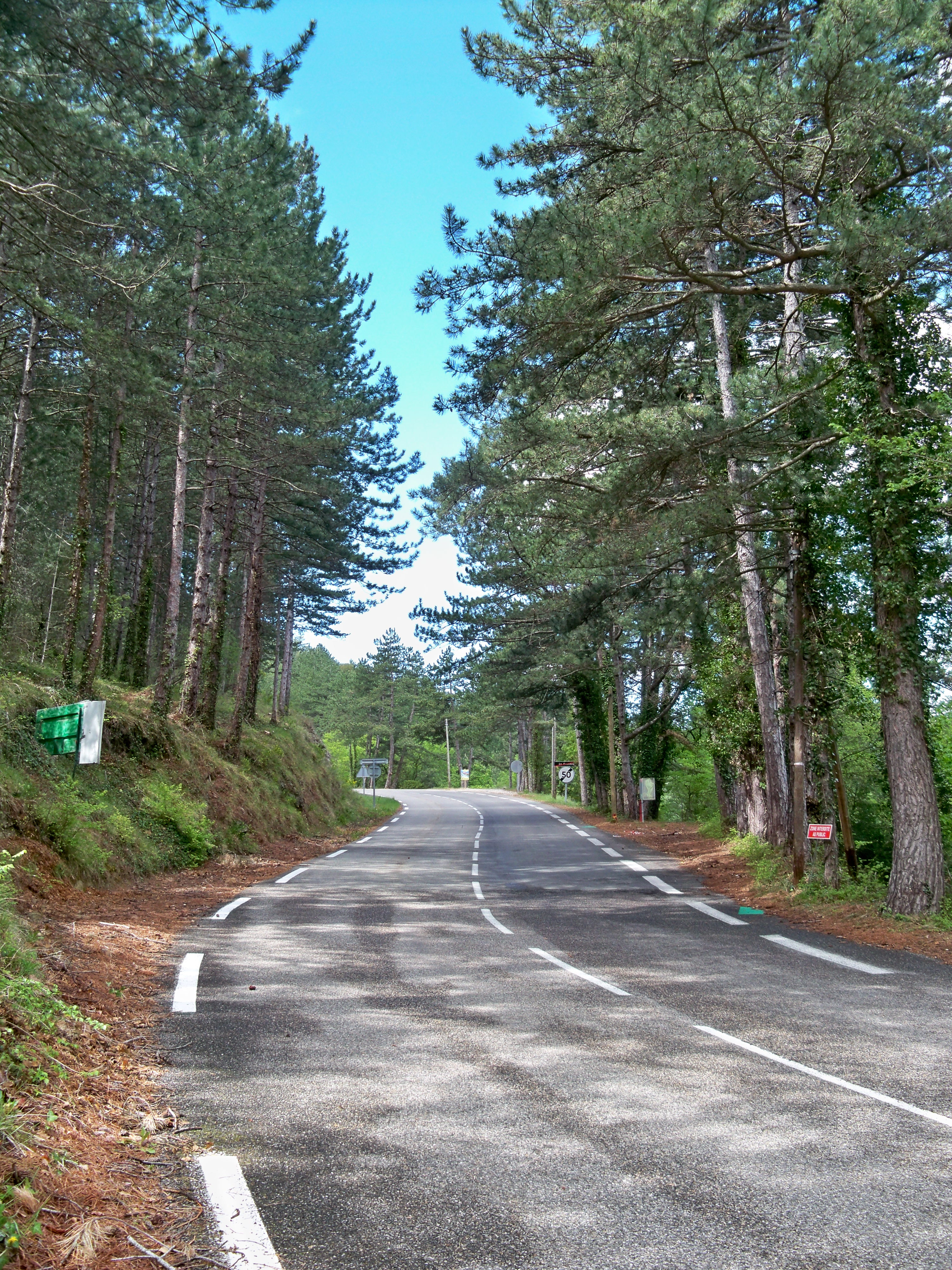
L'inizio della salita del Ventoux
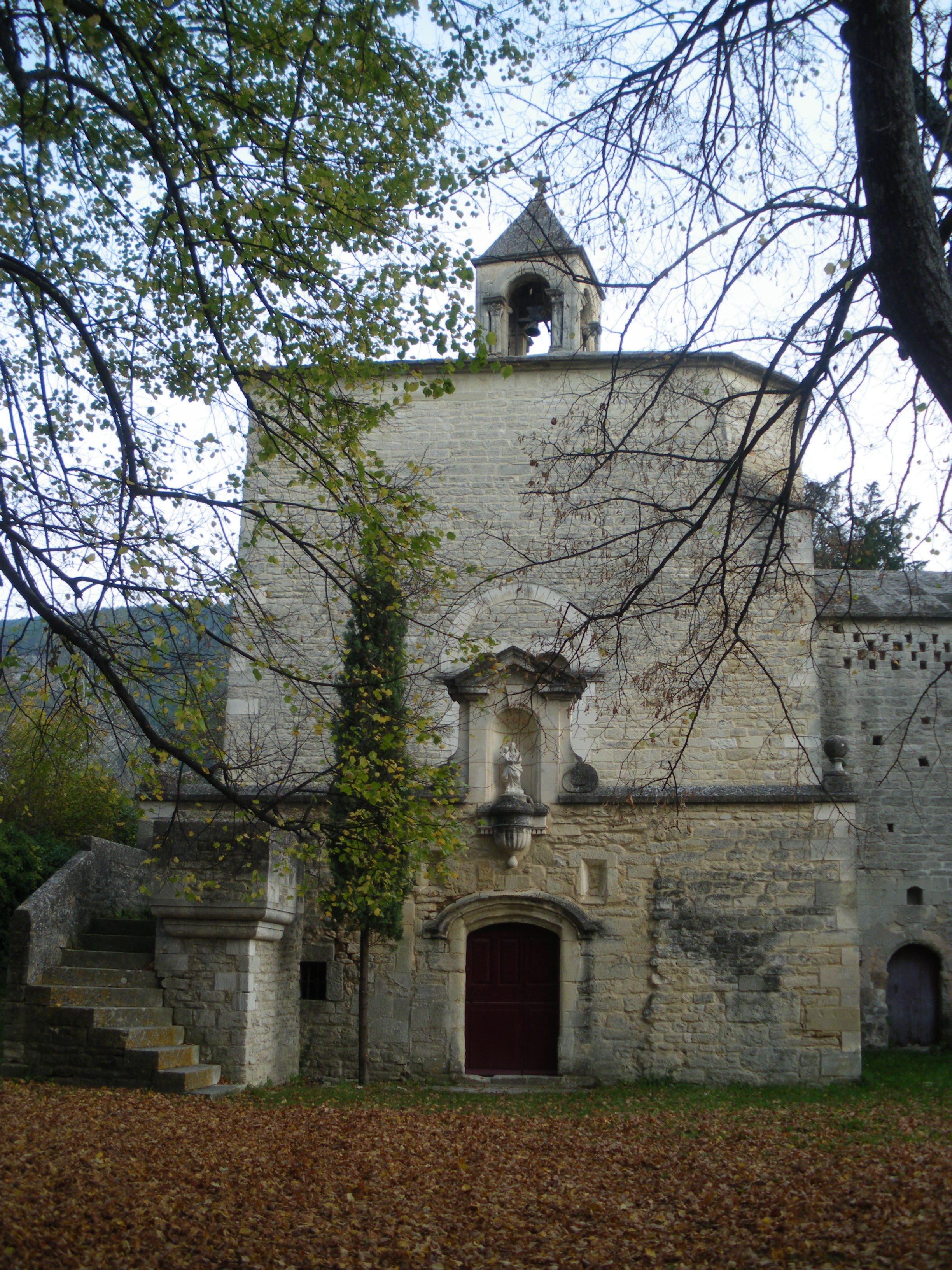
Notre Dame du Groseau